# Alice Aycock
Alice Aycock (20 de noviembre de 1946, Harrisburg, Pensilvania) es una escultora estadounidense y una de las primeras artistas del movimiento land art de los años setenta. Ha creado numerosas esculturas de metal a gran escala en todo el mundo. Sus dibujos y esculturas de fantasías arquitectónicas y mecánicas combinan lógica, imaginación, pensamiento mágico y ciencia.

## Biografía
Aycock Estudió en Douglass College en New Brunswick, Nueva Jersey, donde se licenció en Arte en 1968. Más tarde se trasladó a Nueva York y cursó un máster en 1971 en el Hunter College. Allí  recibió  clases del escultor y artista conceptual Robert Morris. A principios de la década de los ochenta, Aycock se casó con el artista Dennis Oppenheim.

## Obra

### Land art
Las primeras obras de Aycock estuvieron asociadas al medio ambiente. A menudo construidas en o sobre la tierra, sus esculturas e instalaciones planteaban cuestiones como la privacidad y el espacio interior, el recinto físico y la relación del cuerpo con la arquitectura vernácula y el entorno construido. Su land art se centraba en la creación de "objetivos" y situaciones exploratorias para el público a partir de estructuras efímeras debido a la carencia de mantenimiento. La obra se ha relacionado con las empalizadas de los indios americanos, el Zuku kraal, los laberintos de civilizaciones antiguas y los templos griegos.

Una de sus obras más conocidas en esta línea es Maze (1972). Instalada en Gibney Farm, cerca de New Kingston, Pensilvania, Maze tiene nueve metros de diámetro y está construida con cinco anillos de madera concéntricos de dos metros de altura, con tres aberturas por las que podía entrar el espectador. Una vez dentro, el participante, supuestamente debía experimentar desorientación al recorrer el laberinto hasta llegar al centro, y  volver a sentir una incomodidad similar al salir de él. Aycock se inspiró en la alineación axial de una brújula, así como en el ensayo del escritor Jorge Luis Borges, La esfera de Pascal, que presenta la idea de que el centro del universo se encuentra dondequiera que se encuentre el que lo percibe. La artista declaró sobre Maze:
Al principio, esperaba crear un momento de pánico absoluto, cuando lo único que importaba era salir... Al igual que la experiencia de la autopista, pensé en el laberinto como una secuencia de movimiento del cuerpo y de la vista de una posición a otra. El todo no puede ser comprendido a la vez. Sólo puede recordarse como una secuencia... Daba por sentada la relación entre mi punto de entrada y el terreno circundante, pero a menudo perdía el sentido de la orientación cuando volvía a salir. De una vez para otra, olvidaba las interconexiones entre los caminos y redescubría continuamente nuevos tramos.
Obras adicionales como Low Building with Dirt Roof (1973) y A Simple Network of Underground Wells and Tunnels (1975) consistían en esculpir paisajes naturales mediante la inserción de estructuras artificiales en el suelo. Al igual que Robert Smithson y otros artistas contemporáneos, Aycock fue una de las pocas artistas que trabajabaron en esta línea. Sus contribuciones a este campo se destacaron en la exposición de 2015 Decoys, Complexes and Triggers: Feminism and Land Art en la década de 1970 en el Sculpture Center de Nueva York.
La sensación de temporalidad y peligro también aparecía en sus obras de arte en galerías, como Sand/Fans (1971 y  2008), en la que presentaba cuatro ventiladores industriales apuntando a un montón central de 4.000 libras de arena. En la pieza original de 1971, las aspas del ventilador estaban al descubierto, lo que daba una sensación de miedo a quienes se acercaban a la instalación. Estas palas fueron enjauladas en la recreación de 2008. El movimiento de la arena originado por los ventiladores reflejaba su interés por la naturaleza y la ciencia. Inicialmente pensó que los ventiladores crearían un remolino de arena en el centro, pero en su lugar se formaron ondas.

### Esculturas a gran escala
A partir de 1977, el uso de temas recurrentes como el peligro y la inquietud se vio aumentado por el creciente interés de Aycock por las cuestiones metafísicas. Sus esculturas excluían ahora  la participación del espectador y se asemejaban más a escenarios teatrales; además exploraban combinaciones de ciencia, tecnología y espiritualidad. The Beginnings of a Complex (1977), en el que utiliza fachadas y ventanas arquitectónicas, se presentó en  Documenta 6 como símbolo de este cambio estilístico. The Machine That Makes the World (1979) reiteró este cambio y marcó el comienzo del trabajo de Aycock en esculturas a gran escala e instalaciones públicas durante las siguientes décadas.
A partir de 1982, su obra giró en torno a las "máquinas de cuchillas", esculturas hechas de cuchillas de metálicas  giratorias motorizadas. Con su obsesiva erudición el arte de las máquinas cósmicas de Aycock se ha comparado de nuevo con los relatos de Borges en los que involucra la metafísica privada de la mente, los sueños, el espacio y el tiempo. Al igual que Borges, Aycock provoca el temor a un orden superior existente y, en última instancia, incomprensible que el hombre pretende comprender.
En la década de 1990, Aycock se dedicó a encargos de ingeniería más avanzada y escultura permanentes. También comenzó a utilizar programas informáticos de arquitectura para esbozar sus dibujos y planificar sus esculturas a medida que se desarrollaban. Sobre su obra relacionada con la arquitectura señala:
"Lo que intento hacer es tomar el lenguaje arquitectónico normal y convertirlo en disyuntivo".
La obra reciente de Aycock adopta la forma de esculturas a gran escala basadas en formas naturales, la cibernética, la física y otras cuestionesposmodernas, utilizando cada vez más materiales de alta tecnología para crear complejas esculturas en el espacio público. En 2005, Ramapo College presentó su instalación Starsifter, Galaxy, NGC 4314, una escultura de 30 metros de largo llamada así por la galaxia NGC 4314 situada a 40 millones de años luz de la Tierra y fotografiada por el telescopio espacial Hubble. Su obra Park Avenue Paper Chase de 2014 se instaló en Park Avenue en Nueva York con un coste de más de un millón de dólares. La pieza incluía siete esculturas a gran escala, algunas de las cuales fueron las más grandes jamás instaladas en el programa de arte público en ese lugar. Cada una de estas siete esculturas hechas de aluminio y fibra de vidrio se diseñó utilizando un software de modelado en 3D y luego se formaron cortando y enrollando las piezas.
En la década de 2010, Aycock comenzó su serie Turbulence con esculturas de metal de varios tamaños que adoptan la forma de un tornado, un sistema de autopistas, filamentos de ADN o incluso bailarines arremolinados. Las obras de esta serie se expusieron en la Galería Marlborough de Nueva York y en el Museo de Arte Ulrich en Wichita, Kansas donde una obra de la serie, Twister Grande (alto) (2020) se encuentra en exposición permanente.

## Academia
Aycock escribió su tesis de máster sobre la experiencia estadounidense del sistema de autopistas en 1971.
Ha ocupado varios puestos docentes en instituciones académicas de las artes, como la Escuela de Diseño de Rhode Island (1977), la Universidad de Princeton (1979), el Instituto de Arte de San Francisco (1979), Hunter College (1972-73; 1982-85), la Universidad de Yale (1988-92) y la Facultad de Arte del Instituto de Maryland (2010-2014). Trabaja en la Escuela de Artes Visuales desde 1991.

## Reconocimientos
- Beca del Fondo Nacional para las Artes, 1975, 1980 y 1986.
- Beca del New York State Creative Artists Public, 1976.
- Académica de la National Academy of Desing, 2013.
- Premio a la Trayectoria en Escultura Contemporánea del International Sculpture Centre, 2018.
- Premio de la Academia de las Artes  Visuales de Guild Hall, 2019.

## Colecciones y exposiciones
Aycock ha creado instalaciones en el Museo de Arte Moderno (1977), el Instituto de Arte de San Francisco (1979), el Museo de Arte Contemporáneo de Chicago (1983) y otros países fuera de los Estados Unidos, incluidos Israel, Alemania, los Países Bajos, Italia, Suiza. y Japón. Ha tenido dos retrospectivas importantes: la primera en Stuttgart, organizada por Wurttembergischer Kunstverein, donde se analizaba su trabajo entre 1972 y 1983, y la otra,  titulada Complex Visions, comisariada por Storm King Art Center. En septiembre de 2005, The MIT Press publicó la primera monografía de la artista, titulada Alice Aycock, Sculpture and Projects, escrita por Robert Hobbs. En abril de 2013, se inauguró una exposición retrospectiva de sus dibujos, Alice Aycock Drawings: Some Stories Are Worth Repeating, en el nuevo Parrish Art Museum de Water Mill —coincidiendo con la Grey Art Gallery, en Nueva York—. En 2014 viajó al University Art Museum de la Universidad de California y al Museo de Arte de Santa Bárbara.
Las obras de Aycock se encuentran en las colecciones del MoMA, el Museo de Brooklyn; Museo Whitney de Arte Estadounidense; Museo de Arte del Condado de Los Ángeles, la Galería Nacional, la Fundación Louis Vuitton y en Italia en Fattoria di Celle-Collezione Gori . Aycock también ha expuesto en la Bienal de Venecia, Documenta 6 y 8 en Kassel, Alemania y la Bienal de Whitney .
Las esculturas públicas de Aycock se pueden ver en todo Estados Unidos, incluida una obra, terminada en 2012, suspendida permanente  en el Aeropuerto Internacional de Dulles; el proyecto Star Sifter para la Terminal 1 del Aeropuerto Internacional John F. Kennedy. Además en la Biblioteca Pública de San Francisco,  en la Colección de Escultura Pública de la Universidad de Western Washington; y una instalación de techo escultórico a gran escala para el East River Park Pavilion en 60th Street en la ciudad de Nueva York. Otros trabajos notables incluyen una comisión de GSA para el edificio Fallon en Baltimore; una pieza al aire libre titulada Strange Attractor en el Aeropuerto Internacional de Kansas City; Ghost Ballet para East Bank Machineworks en Nashville, Tennessee; y una escultura flotante para el condado de Broward, Florida. De marzo a julio de 2014, la serie de siete esculturas de Aycock titulada Park Avenue Paper Chase se instaló en Park Avenue Malls en la ciudad de Nueva York.